# Beata Joanna Gawryszewska
Beata Joanna Gawryszewska (ur. 14 kwietnia 1970) – doktor habilitowana inżynier, architekt krajobrazu, naukowiec, projektantka ogrodów.

## Życiorys
Absolwentka Oddziału Architektury Krajobrazu Szkoły Głównej Gospodarstwa Wiejskiego w Warszawie (1996), w 2001 roku obroniła doktorat (rozprawa Struktura współczesnego ogrodu rodzinnego), w 2014 roku uzyskała habilitację.
Pracuje w Katedrze Sztuki Krajobrazu w SGGW w Warszawie. Specjalizuje się w teorii przestrzeni zamieszkiwanych.
Autorka projektów i realizacji przestrzeni publicznych, i społecznych z udziałem wspólnot lokalnych oraz ogrodów przydomowych, a także licznych publikacji na temat sztuki ogrodowej, społecznych podstaw gospodarowania przestrzenią, i rewitalizacji przestrzeni miejskich. Organizatorka warsztatów projektowych dla młodych projektantów i studentów. Była pomysłodawczynią i w latach 2007-2014 kierowniczką Podyplomowych Studiów Projektowanie Ogrodu z Domem Rodzinnym przy Wydziale Ogrodnictwa, Biotechnologii i Architektury Krajobrazu SGGW, organizatorką ogólnopolskiej konferencji na temat teorii i projektowania ogrodów przydomowych Ogród za Oknem.
Redaktorka sześciu monografii pod tym samym tytułem. Autorka szeregu projektów i realizacji ogrodów rodzinnych oraz licznych publikacji z dziedziny sztuki ogrodowej. Twórczyni teorii ogrodu rodzinnego.

## Publikacje

### Książki i monografie
- Gawryszewska B.J., Myszka-Stąpór I., Herman K., 2018, Ogrody w teorii i praktyce Pracowni Sztuki Ogrodu i Krajobrazu, Wyd. Genius loci, stron 120 ISBN 978-83-9529-560-7
- Gawryszewska B.J., 2013: Ogród jako miejsce w krajobrazie zamieszkiwanym, Wyd. Wieś Jutra, Warszawa, stron 132 ISBN 978-83-62815-18-0
- Gawryszewska B.J., 2006: Historia i struktura ogrodu rodzinnego, Wyd. SGGW, Warszawa, wyd. I, stron 140, ISBN 83-7244-713-6  (2013 wyd. II rozszerzone i poprawione, stron 146 ISBN 978-83-7583-414-7)
- Gawryszewska B.J., Herman K. (red.), 2007: Ogród za oknem. Współczesny ogród przydomowy w teorii architektury krajobrazu, wyd. Ideagrafia, Warszawa, ISBN 83-923854-3-8, stron 85
- Gawryszewska B.J., Rothimel B. (red.), 2009: Ogród za oknem. W poszukiwaniu formy, wyd. Sztuka ogrodu. Sztuka krajobrazu, Warszawa, ISBN 978-83-928607-0-9, stron 110
- Gawryszewska B.J. (red.), 2010: Ogród za oknem. Dzieło sztuki, Wyd. Sztuka Ogrodu. Sztuka krajobrazu, Warszawa, stron 129, ISBN 978-83-928607-5-4
- Gawryszewska B.J., Rothimel B., (red.), 2011: Ogród za oknem – w zgodzie z naturą, Wyd. Sztuka Ogrodu. Sztuka krajobrazu, Warszawa, ISBN 978-83-928607-7-8, stron 220
- Gawryszewska B.J., Wlazło-Malinowska K. (red.), 2013: Ogród za Oknem Ogród kobiety, Sztuka ogrodu. Sztuka krajobrazu 1 [5] 2013, ISSN 2084-6150, stron 194
- Gawryszewska B.J. (red.) 2015: Ogród za oknem. Przyszłość ogrodów działkowych w miastach, Sztuka ogrodu, Sztuka Krajobrazu 3/2015, ISSN 2084-6150

### Wybrane podręczniki i skrypty
- Gawryszewska B.J., Królikowski J. T., 2004: Społeczno-kulturowe podstawy gospodarowania przestrzenią. Wybór tekstów, Wyd. SGGW, Warszawa, stron 275 (2009 wyd. II zmienione)
- Gawryszewska B.J., Myszka-Stąpór I., Herman K., Rylke J. 2017: Projektowanie ogrodu i krajobrazu: wybór tekstów, Wyd. SGGW, Warszawa, stron 228, ISBN 978-83-7583-728-5